# LOVE FLAP
『LOVE FLAP』（ラブ・フラップ）は、FM大阪で毎週月曜日から木曜日に放送されているラジオ番組である。

## 放送時間
| 年度                          | 放送時間              | 備考                                                                            |
| ----------------------------- | --------------------- | ------------------------------------------------------------------------------- |
| 2005年4月 - 2006年9月         | 月 - 金 11:30 - 14:55 |                                                                                 |
| 2006年10月 - 2007年3月        | 月 - 木 11:30 - 14:55 | 金曜日の放送が終了                                                              |
| 2007年4月 - 2008年3月         | 月 - 木 12:00 - 16:00 | 『もぐもぐ』、『afternoon navigator』、『Pops On My Mind』終了に伴う            |
| 2008年4月 - 2009年3月         | 月 - 木 12:00 - 15:48 | 『優香のI FEEL YOU』が移動                                                      |
| 2009年4月 - 2015年9月         | 月 - 木 13:00 - 15:53 | 『happiness!!』の枠大と『優香のI FEEL YOU』終了に伴う                           |
| 2015年10月 - 2017年1月12日    | 月 - 木 11:30 - 15:49 | 『happiness!!』の終了に伴い放送時間拡大                                         |
| 2017年1月16日 - 2018年3月29日 | 月 - 木 13:00 - 15:49 | 『LOVE CONNECTION』のネット受けに伴い放送時間短縮                               |
| 2018年4月2日 - 2019年9月30日  | 月 - 木 11:30 - 15:49 | 『LOVE CONNECTION』が金曜日のみのネット受けになったことに伴い放送時間が再び拡大 |
| 2019年10月1日 -               | 月 - 木 11:30 - 14:00 | 『赤maru』と枠分離                                                              |

## DJ
|           |           | 月・火     | 水・木     | 金           |
| --------- | --------- | ---------- | ---------- | ------------ |
| 2005.4.1  | 2006.9.29 | 谷口キヨコ | RIO        | 大塚由美     |
| 2006.10.2 | 2010.9.30 | 谷口キヨコ | RIO        | （放送なし） |
| 2010.10.4 | 2014.3.31 | RIO        | 谷口キヨコ | （放送なし） |
| 2014.4.1  | 2015.9.30 | 谷口キヨコ | 大西ユカリ | （放送なし） |
| 2015.10.1 | 2019.9.26 | 谷口キヨコ | 赤松悠実   | （放送なし） |
| 2019.9.30 | 2020.6.25 | 谷口キヨコ | 川崎亜沙美 | （放送なし） |
| 2020.6.29 | 現在      | 谷口キヨコ | 下埜正太   | （放送なし） |

### 代理
DJ欠席時は、基本的には他曜日担当DJが代理で担当するが、それ以外では以下の人物が担当した。
- みゆき（2007年5月23日/RIOの代理、2008年3月25日/谷口の代理）
- 遠藤淳（2007年5月24日/RIOの代理、2008年3月24日/谷口の代理）
- 小嶋晶子（2009年）
- 森裕子（2009年6月30日、8月18日/谷口の代理）

## タイムテーブル（2010年4月時点）
- 13:20 - AFTERNOON FORTUNE～ゴゴイチ占い
- 13:41 - 851ラジオショッピング
- 14:00 - AFTERNOON ESSENTIALS
- 14:14
  - （火のみ）- タイガー魔法瓶 ECO FLAP（タイガー魔法瓶）
  - （木のみ）- サラヤ ECO FLAP（サラヤ）
- 14:19 - TRAFFIC REPORT
- 14:35 - （月のみ）サラヤ ECO FLAP（サラヤ提供。谷口休暇時はこのコーナーのみ谷口による録音）
- 14:50 - 851ラジオショッピング
- 14:55 - SUZUKI HOME SONGS（JFNC制作全国ネット）
- 15:21 - （木のみ）大阪ガス SMART LIFE（大阪ガス提供）

## 特別番組
- 2012年ごろまでは、年に数回、『Sound a la mode』や『UMEDA Sound Street』というタイトルでスペシャルプログラムを放送していた。DJは2人とも出演することが多かった。2009年4月以降は前座番組happiness!!の枠を吸収し11:30-15:53の枠で放送し、happiness!!のDJ森裕子が特番に出演することもあった。大阪梅田のディアモール大阪からの公開生放送である。
- 2021年1月6日から3月24日までの水曜12時40分～50分、FM京都 α-STATION・FM大阪・Kiss FM KOBE3局同時生放送『ZOOM IN KANSAI』を行った。

## ノベルティ・グッズ
リスナープレゼントとして各曜日毎に番組特製ステッカーが作成され、プレゼントされている。
ステッカーの台紙には曜日毎に番号が付与されており、4種類揃えた上で通し番号をLOVE FLAPのメッセージフォームに送信すると、後日スペシャルステッカーが進呈される。